# 倉石真
倉石 真（くらいし まこと、1969年1月22日 - ）は、日本のテノール歌手。

## 人物・来歴
長野県長野市生まれ、長野県小諸市で育つ。小諸市立小諸東小学校、小諸市立小諸東中学校、長野県野沢北高等学校を経て、東京藝術大学音楽学部声楽科卒業、同大学院オペラ科修了。
藝大定期オペラ『コシ･ファン･トゥッテ』のフェランド役でデビュー。東京交響楽団、仙台フィルハーモニー管弦楽団の定期演奏会、東京フィルハーモニー交響楽団のオペラコンチェルタンテ･シリーズなどに出演。
2000年ロータリー財団国際親善奨学生としてイタリアに留学。ボローニャ国立音楽院にてパリデ･ヴェントゥーリに師事。2001年にはモンテプルチアーノ国際芸術祭に出演。2002年、帰国後は日生劇場『ジャンニ･スキッキ』のリヌッチョ、東京室内歌劇場『井筒の女』の在原業平、藤沢市民オペラ『メリー･ウィドウ』（カミーユ）、『カヴァレリア･ルスティカーナ』（トゥリドゥ）、横浜シティオペラ『愛の妙薬』（ネモリーノ）などの他、新国立劇場において『カルメン』『ラ･ボエーム』『黒船』『軍人たち』に続けて出演する。
海外ではイギリス･バクストンで行われた国際ギルバート&サリヴァン･フェスティバルで『コックスとボックス』のボックス役に出演したほか、2012年3月にはパリ･日本文化会館における『夕鶴』に与ひょう役で出演、4月にはイタリア主要歌劇場の一つ、ジェノヴァのカルロ･フェリーチェ歌劇場における『トゥーランドット』に皇帝アルトゥム役として抜擢される。
同年9月には東京音楽大学105周年オペラ『ラ･ボエーム』においてロドルフォ役を演じた他、2013年は『メリー･ウィドウ』『花咲かじいさん』『ファルスタッフ』『ディドとエネアス』『カヴァレリア･ルスティカーナ』などにも出演、又『詩人の恋』を歌う、と題してドイツ･リート リサイタルを開く他、2014年にはオペラ『夕鶴』の与ひょう役として全国縦断公演も予定されている。さらには、『第九』『メサイア』『レクイエム』にとどまらず、『荘厳ミサ』『小荘厳ミサ』『嘆きの歌』『スターバト･マーテル』などのソリストとしても国内外のオーケストラと共演している。啓声会会員。日本声楽アカデミー会員。東京音楽大学講師。